# Songs from the old kitchen
Songs from the old kitchen is een muziekalbum van Heather Findlay en haar begeleidingsband. Na haar soloalbum en haar album met alleen Chris Johnson, is dit eigenlijk het eerste album waarop de musici als band is vastgelegd. De titel verwijst naar de "oude keuken" alwaar het album is opgenomen. Het betreffen opnamen van oktober 2011. De muziek is van haarzelf als soloartieste of als zangeres van Mostly Autumn. Een nummer is van Odin Dragonfly, een eenmalige vroegere samenwerking als groep met Angela Gordon.     

## Musici
- Heather Findlay – zang, percussie
- Dave Kilminster - zang, akoestische gitaar, banjo
- Angela Gordon – harmonium, klarinet, altfluit
- Chris Johnson – gitaar, mandoline, glockenspiel, zang
- Steve Vantsis – contrabas, akoestische basgitaar, zang
- Alex Cromarty – percussie, ukelele, zang

## Muziek
| Nr. | Titel            | Duur |
| --- | ---------------- | ---- |
| 1.  | Find the sun     | 4:23 |
| 2.  | Flowers for guns | 4:01 |
| 3.  | Black rain       | 3:37 |
| 4.  | This game        | 4:11 |
| 5.  | Half a world     | 4:52 |
| 6.  | Unoriginal sin   | 5:09 |
| 7.  | Seven            | 4:32 |
| 8.  | Red dust         | 4:52 |
| 9.  | Mona Lisa        | 5:01 |
| 10. | Above the blue   | 5:04 |